# Władysław Borth
Władysław Borth (ur. 24 czerwca 1892 w Kozach, zm. 25 listopada 1968 w Zabrzu) – adwokat, powstaniec śląski, działacz społeczny, major Wojska Polskiego.

## Życiorys
Studiował prawo we Wiedniu, później na Uniwersytecie Jagiellońskim, uzyskując w 1918 tytuł doktora praw. Podjął pracę jako urzędnik. W 1920 oddelegowany do pracy przy plebiscycie na Górnym Śląsku. Prowadził działalność propagandową i szkoleniową, następnie wziął udział w III powstaniu śląskim. W ramach Naczelnej Rady Ludowej organizował system zaopatrzenia społecznego na Górnym Śląsku oraz podstawy sądownictwa. Opracowywał projekty aktów prawnych dla Sejmu Śląskiego. Członek i jeden z założycieli Związku Obrony Kresów Zachodnich. W 1923 został prokuratorem przy Sądzie Okręgowym w Ostrowie Wielkopolskim, następnie objął stanowisko sędziego sądu grodzkiego w Grudziądzu. Jeszcze przed wojną otworzył praktykę adwokacką.
Podczas II wojny światowej ukrywał się pod fałszywym nazwiskiem. Przebywał w obozie przesiedleńczym w Cerekwicy, następnie pracował w starostwie w Rzeszowie. Po wojnie przeniósł się do Chorzowa, gdzie ponownie otworzył praktykę adwokacką. Aktywnie działał w organizacjach społecznych, takich jak Związek Bojowników o Wolność i Demokrację, Towarzystwo Rozwoju Ziem Zachodnich, Liga Morska, Polskie Towarzystwo Historyczne. Publikował wspomnienia, prace historyczne i publicystyczne.

## Nagrody i odznaczenia
- Krzyż Kawalerski Orderu Odrodzenia Polski
- Krzyż na Śląskiej Wstędze Waleczności i Zasługi
- Śląski Krzyż Powstańczy
- Śląska Nagroda im. Juliusza Ligonia
- Złota Odznaka „Harcerskiej Służbie Ziemi Śląskiej”[1]